# Columbia City (Oregón)
Columbia City es una ciudad ubicada en el condado de Columbia en el estado estadounidense de Oregón. En el año 2000 tenía una población de 1.571 habitantes y una densidad poblacional de 808.8 personas por km².

## Geografía
Columbia City se encuentra ubicada en las coordenadas 45°53′31″N 122°48′48″O / 45.89194, -122.81333.

## Demografía
Según la Oficina del Censo en 2000 los ingresos medios por hogar en la localidad eran de $59,545, y los ingresos medios por familia eran $62,596. Los hombres tenían unos ingresos medios de $46,964 frente a los $33,125 para las mujeres. La renta per cápita para la localidad era de $25,266. Alrededor del 4.5% de la población estaban por debajo del umbral de pobreza.